# 开罗科普特老城

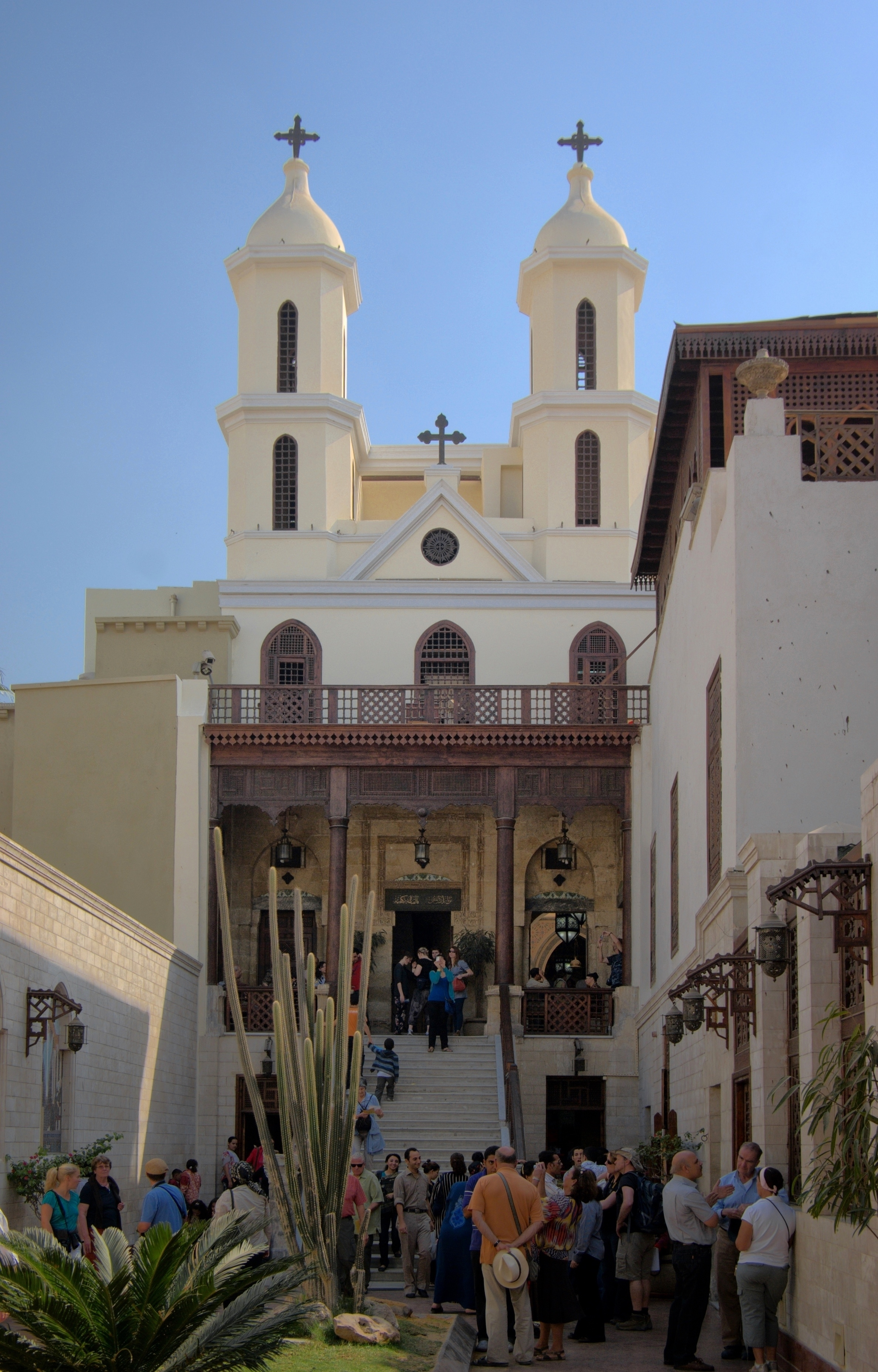
悬空教堂

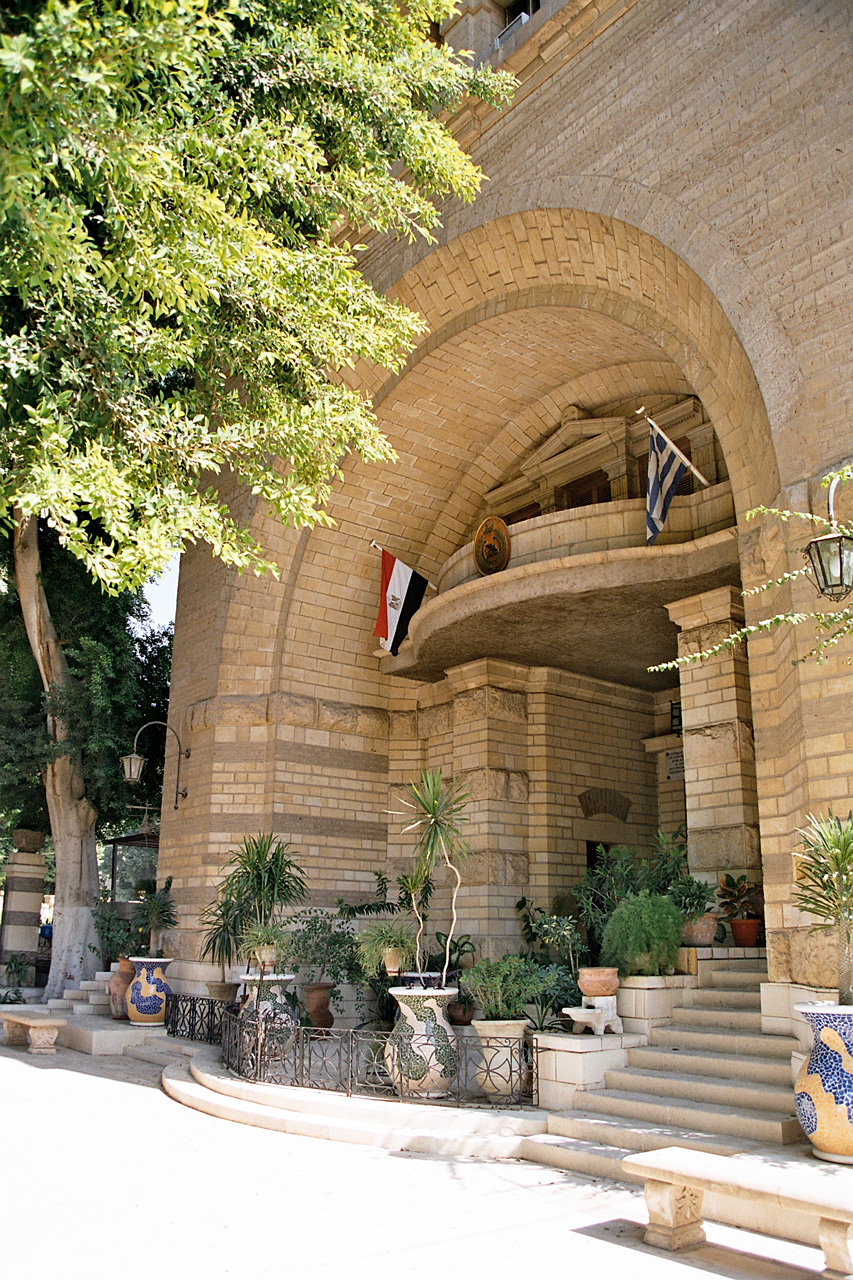
圣乔治修道院

开罗科普特老城是埃及首都开罗旧城的一部分，包括巴比伦要塞、科普特博物馆、悬空教堂、圣乔治教堂，以及许多科普特教堂和历史遗迹。据信圣家曾到访，住在圣色尔爵巴克斯教堂所在地。
在伊斯兰时期到来之前，开罗科普特老城曾是基督教在埃及的一个堡垒，虽然开罗科普特老城大多数现存的教堂建筑建于穆斯林征服埃及之后。

## 历史
早在公元前6世纪，波斯人在孟菲斯北部的尼罗河上建造了一座堡垒，这一地区就有定居的迹象。波斯人还修建了一条从尼罗河（富斯塔特）到红海的运河。波斯人的定居点被称为巴比伦，让人想起幼发拉底河沿岸的古城，它在孟斐斯附近的城市衰落的同时也变得重要，赫利奥波利斯也是如此。在托勒密时期，巴比伦及其人民几乎被遗忘。
传统上认为，圣家在逃往埃及的过程中访问了该地区，寻求希律的庇护。此外，还认为基督教在圣马可抵达亞歷山卓时开始在埃及传播，成为第一位族长，然而在罗马人统治期间，宗教仍保持在地下。为了组织起义，罗马人认识到该地区的战略重要性，接管了要塞，并将其作为巴比伦要塞迁移到附近。图拉真重新开放通往红海的运河，带来了贸易增长，尽管对当时的罗马人而言，埃及仍然是一潭死水。
在罗马人统治下，圣马可和他的继任者能够将大部分人口从异教信仰转变为基督教。随着埃及基督教社区的发展，他们受到罗马人的迫害，大约公元300年在戴克里先皇帝的统治下，迫害在米兰宣布宗教宽容的法令之后继续。科普特教会后来与罗马人和拜占庭人的教会分离。在阿卡迪乌斯（395-408）的统治下，在旧开罗建造了许多教堂。在阿拉伯统治的早期，科普特人被允许在旧开罗的旧要塞区内建造几座教堂。
本以斯拉会堂于1115年在开罗科普特建立，它以前是一座建于8世纪的科普特教会。而为了筹集资金向统治者艾哈迈德·伊本·突伦缴税，科普特人需要把它卖掉。
公元11世纪，在教宗克里斯托多罗斯（Christodolos）在位期间，阿拉伯入侵埃及后，随着重心从亚历山大转移到开罗，开罗于1047年成为科普特教宗的官方駐地及悬空教堂的所在。
科普特博物馆成立于1910年，是世界上最重要的科普特艺术的收藏典范。